# Bitwa pod Warburgiem
Bitwa pod Warburgiem – starcie zbrojne, które miało miejsce 31 lipca 1760 roku w czasie wojny siedmioletniej.

## Wstęp
Późnym lipcem 1760 książę Ferdynand Brunszwicki ze swą hanowersko-hesko-brytyjsko-pruską armią był zmuszany do odwrotu na północ przed przeważającymi siłami francuskiego generała de Broglie, do trójkąta pomiędzy rzekami Diemel Wezera. Znajdujące się na lewym brzegu Wezery Kassel, które było jego główną bazą znalazo się w zagrożeniu.
Ferdynand wkroczył do Kassel zaś reszta jego armii wycofała się na pozycje na północ od miasta. 27 lipca 1760 Ferdynand zwinął obóz ruszył na zachód w kierunku Diemel, pozostawiając garnizon w Kassel z rozkazem wycofania się na północ do Münden w razie silnego nacisku.
De Broglie znał ruchy przeciwnika i miał zamiar uniemożliwić Ferdynandowi przekroczenie Diemel. Rozkazał on generałowi Chevalier du Muy przekroczyć rzekę koło Marsbergu i maszerować wzdłuż jej północnego brzegu na Warburg. Broglie posłał też lekkie grupy Fischera do Warburga w celu uchwycenia miasta jego mostów. Fischer zajął Warburg i wysłał żołnierzy na wschód od miasta, na wzgórze zwane Desenberg.
Podwładni Ferdynanda: Spörcken i Bülow ruszyli naprzód i uchwycili przeprawy na Diemel przecinani w Liebenau i Trendelburg. Huzarzy Brytyjskiego Legionu Bülowa ruszyli na zachód i spędzili lekkie grupy Fishera z Desenbergu.
Erbprinz i Spörcken skoncentrowali siły pod Köbecke w celu zaatakowania du Muya, który zajmował pozycje na północny zachód od Wargrave, równolegle do rzeki Demiel. Erbprinz miał 22 szwadrony kawalerii, 23 bataliony piechoty i 26 dział. Du Muy miał 31 szwadronów, 28 batalionów i 24 działa.
30 lipca z powodu niebezpieczeństwa, jakie stwarzała pozycja na drugim brzegu rzeki jeślibu du Muy otrzymał posiłki, Ferdynand zwinął obóz i ruszył w celu przekroczenia rzeki.
Tymczasem Erbprinz rozpoznawał pozycje du Muya i postanowił atakować jego siły z szerokim flankującym marszem w dwóch kolumnach.
Brytyjski Legion Bülowa zajął Desenberg przeprowadzał demonstracje wobec frontu du Muya, podczas gdy reszta wojsk Erbprinza wykonywała nocny pochód na pozycje wyjściowe do ataku). Kolumna dowodzona przez Hardenberg miała zająć uwieńczone wieżą wzgórze Hein Berg poza francuską lewą flanką, podczas gdy kolumna Zastrowa miała atakować koniec francuskich linii. Ferdynand rozkazał Erbprinzowi, aby jego atak rozpoczął się nie wcześniej niż główne siły armii przekroczą Diemel, dzięki czemu byłyby w stanie go wspomóc.

## Bitwa

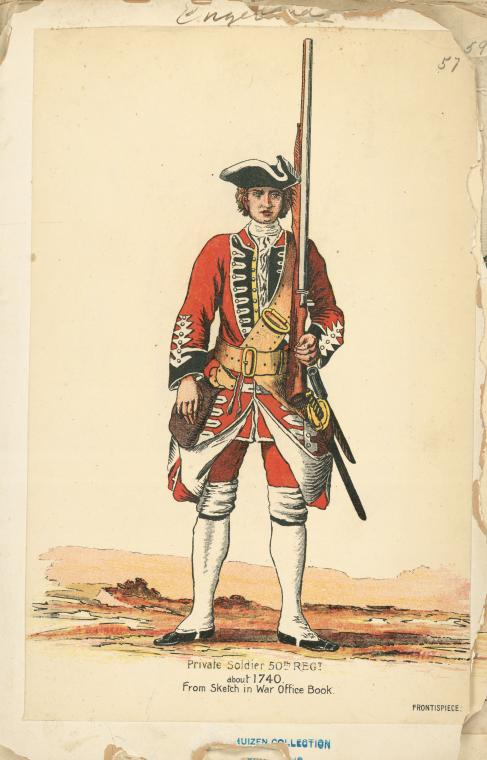
Piechur brytyjski z 50 Pułku, który brał udział w bitwie pod Warburgiem

31 lipca 1760 rozpoczął się z ciężką mgiełką jaka zwykle poprzedza upalny dzień. Około 7.00 Ferdynand, teraz obecny na obszarze bitwy nakazał atak.
Bitwa rozpoczęła się zdobyciem przez Francuzów Desenbergu. Z powodu mgły, dopiero po około dwóch godzinach du Muy rozpoznał armię Ferdynanda zbliżającą od przeprawy na Diemel koło Liebenau w kierunku do jego prawego skrzydła. Du Muy rozkazał swym żołnierzom uformować się wzdłuż grzbietu, na którym obozowali.
Tymczasem dwie kolumny Erbprinza przedzierając się poprzez mgłę obchodziły lewe skrzydło Francuzów. Koło południa prawa kolumna składająca się z Brytyjskich Grenadierów, Highlanderów i 2 batalionów Hanowerskich Grenadierów wzięła Hein Berg. Kompletnie zaskoczony Du Muy zareagował silnym kontratakiem. Wkrótce potem druga kolumna Erbprinza rozpoczęła swój atak, uderzając na Francuzów od tyłu i likwidując ich działa. Po ciężkiej walkce francuska linia rozpadła się i została zepchnięta z grzbietu przez szarżę Brytyjskich Królewskich Dragonów.
31 szwadronów kawalerii du Muya na prawym skrzydle nie zostało zaangażowanych w tę walkę, ponieważ były silnie atakowane przez kawalerię sojuszników od frontu. Generał Granby i jego brytyjskie pułki kawalerii przekroczyły Diemel koło Liebenau wraz z głównymi siłami księcia Ferdynanda. Siły te przybyły w sam czas aby wspomóc Erbprinza. Zmęczona piechota pozostała w tyle. Brytyjskie pułki dziko szarżowały na francuską kawalerię zmuszając ją do odwrotu, zadając znaczne straty a w końcu wyrzucając za rzekę wraz z resztą sił du Muya. Grandby ścigał francuską kawalerię z rzeką, lecz musiał zawrócić po przybyciu znacznych posiłków od de Broglie.
Chociaż Warburg był sukcesem sojuszników, Broglie korzystając z nieobecności armii księcia Ferdynanda wziął Kassel, co było znacznym ciosem dla planów kampanii Ferdynanda.